# Otto Christoph van Sparr

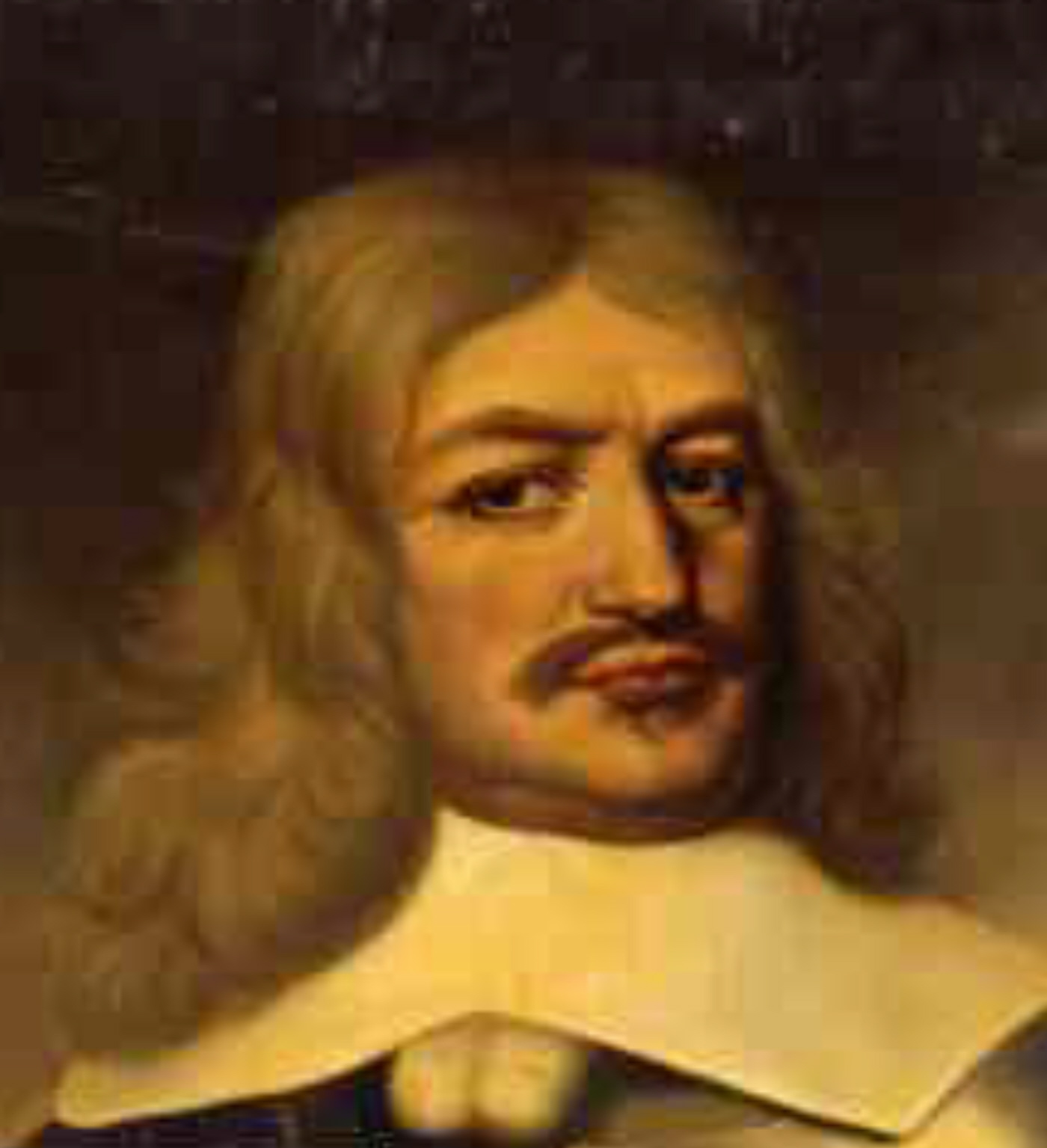

Otto Christoph baron van Sparr (1605 - 1668) was een Brandenburgs edelman en keizerlijk veldmaarschalk.
Hij vocht tijdens de Dertigjarige Oorlog in het kamp van de Habsburgse keizer. In 1664 leidde hij succesvol de Brandenburgse hulptroepen in de Slag bij St. Gotthard nabij Raab in Hongarije tegen de Ottomanen. Hij werd begraven in de Marienkirche (Berlijn); zijn grafmonument werd gebeeldhouwd door Artus Quellinus.